# Thumbelina
Thumbelina, född 1 maj 2001, död 2018, är sedan 2006 inskriven i Guinness rekordbok som världens minsta häst. Vid slutmätningen var hon enbart 43 cm i mankhöjd och vägde ca 26 kg. Thumbelina är fuxfärgad och av rasen Amerikansk miniatyrhäst men innehar även en dvärggen som har gjort att hon är extremt kortväxt. Thumbelina har fått sitt namn från den engelska namnvarianten av Tummelisa, H.C. Andersens saga om en kvinna som med hjälp av ett förtrollat vetekorn får en flicka som endast är hög som en tumme. 

## Biografi
Thumbelina föddes 1 maj 2001 på Goose Creek Farm i Saint Louis, Missouri i USA. Båda Thumbelinas föräldrar var amerikanska miniatyrhästar och vid födseln vägde hon endast 4 kg och var endast 25 cm hög. Genetiska tester visade att Thumbelina var ett resultat av dvärggener vilket gjorde henne extra liten. 
Trots att det inte var många som trodde hon skulle överleva så gjorde hon det och klarade av att själv dia och göra som normala föl redan från födseln. Thumbelina fick sitt namn från den danske författaren H.C. Andersens saga om en kvinna som med hjälp av ett förtrollat vetekorn får en flicka som endast är hög som en tumme.  
Vid fullvuxen ålder slutmättes hon till 43 cm och certifierades som världens minsta häst i Guinness Rekordbok samma år. Hon slog den dåvarande rekordhästen Black Beauty, född 1996, som var 47 cm i mankhöjd. Thumbelina har sedan dess ställts ut på olika utställningar och ingår i välgörenhetsarbete. Hon har även inspirerat till att starta två välgörenhetsföreningar i USA, "Thumbelina Charitable Foundation" och "The Thumbelina Children's Tour".

## Utseende
Thumbelina är mörkt fuxfärgad med en stor vit bläs över nosryggen. Vid födseln var Thumbelinas hovar felväxta men detta rättades till av en hovslagare med hjälp av flera lager akryl. 
På grund av dvärggenen har Thumbelina fått typiska dvärgegenskaper, bland annat små, korta ben och ett stort huvud i förhållande till kroppen. Typiskt för dvärghästar är även underbettet som Thumbelina har fått.

## Konkurrens
Den 22 april 2010 föddes ytterligare ett miniatyrföl på Tiz Miniature Farm i Barnstead, New Hampshire, USA som nu är i konkurrens med Thumbelina om titeln som världens minsta häst. Fölet Einstein, en skäckfärgad hingst vägde vid födseln endast 5 kilo och var 35 cm hög. Då Einstein inte har dvärggener i sig kan han vid slutmätningen slå Thumbelinas rekord. Dock återstår det att se, då hästar inte är helt färdigväxta förrän vid ca 5 års ålder.